# Epitonium pallasi
Epitonium pallasi is een slakkensoort uit de familie van de Epitoniidae. De wetenschappelijke naam van de soort is voor het eerst geldig gepubliceerd in 1838 door Kiener.